# 큰유황앵무

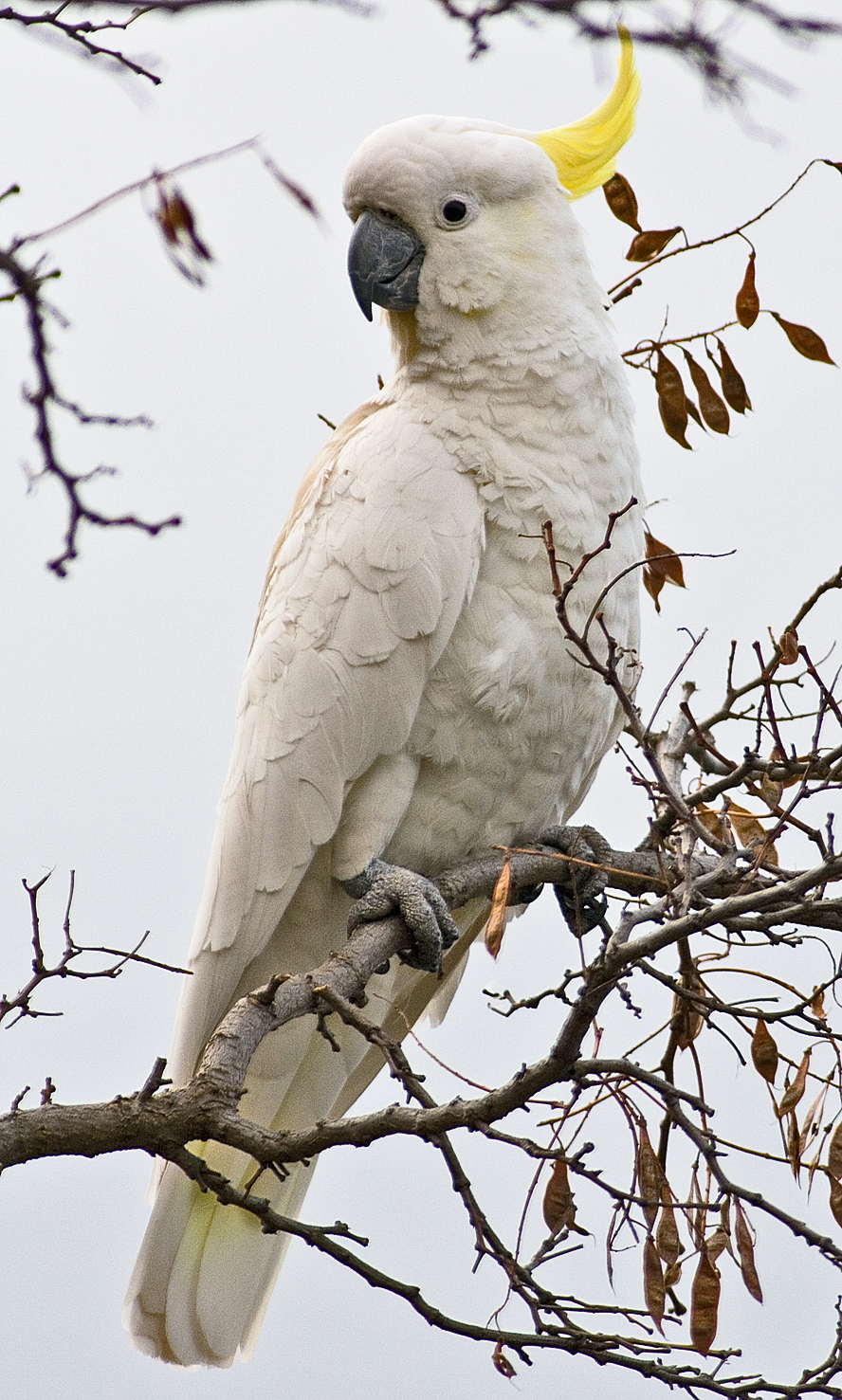
오스트레일리아 태즈메이니아주의 C. g. galerita.

큰유황앵무(sulphur-crested cockatoo)는 오스트레일리아와 뉴기니섬, 그리고 인도네시아의 일부 열도의 우림지대에서 볼 수 있는 상대적으로 크고 흰 코카투이다. 황관앵무라고도 한다.

## 분포

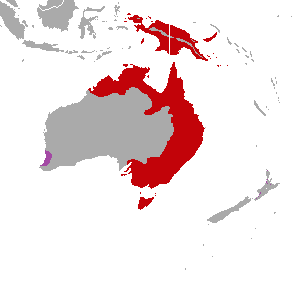
큰유황앵무의 분포도

오스트레일리아에서 큰유황앵무는 북동쪽에 널리 발견되며 킴벌리에서 남쪽 태즈메이니아주로까지 이르지만
나무가 얼마 없는 건조한 섬 지역은 회피한다. 애들레이드, 멜버른, 캔버라, 시드니, 브리즈번 등의 도시의 교외 지역에 많이 산다. 고산 지대를 제외하고 뉴기니섬 대부분과 와이게오섬, 미솔섬, 아루 열도와 같은 섬들, 그리고 쯘드라와시 베이, 밀른베이의 여러 섬들 주위에서 볼 수 있다.
4가지 아종이 인지된다:
1. Triton cockatoo, C. g. triton (Temminck, 1849)
2. en:Eleonora cockatoo, C. g. eleonora (Finsch, 1867)
3. Mathews cockatoo, C. g. fitzroyi (Mathews, 1912)
4. en:Greater sulphur-crested cockatoo, C. g. galerita[1]

## 추가 문헌
- Flegg, Jim (2002). 《Birds of Australia: Photographic Field Guide》. Sydney: Reed New Holland. ISBN 1-876334-78-9.
- Higgins, Peter J., 편집. (1999). 〈Cacatua galerita Sulphur-crested Cockatoo〉 (PDF). 《en:Handbook of Australian, New Zealand and Antarctic Birds. Volume 4: Parrots to dollarbird》. Melbourne: Oxford University Press. 163–176쪽. ISBN 978-0-19-553071-1.[깨진 링크(과거 내용 찾기)]